# Klobuky
Klobuky är en ort i Tjeckien.   Den ligger i regionen Mellersta Böhmen, i den nordvästra delen av landet, 40 km nordväst om huvudstaden Prag. Klobuky ligger 265 meter över havet och antalet invånare är 1 001.
Terrängen runt Klobuky är platt österut, men västerut är den kuperad. Runt Klobuky är det tätbefolkat, med 343 invånare per kvadratkilometer. Närmaste större samhälle är Kladno, 18,2 km sydost om Klobuky. Trakten runt Klobuky består till största delen av jordbruksmark.